# 埃里克·桑德贝里
埃里克·桑德贝里（瑞典語：Eric Sandberg，1884年12月19日—1966年12月8日），瑞典男子帆船运动员。他曾代表瑞典参加1908年和1912年夏季奥林匹克运动会帆船比赛，共获得一枚银牌和一枚铜牌。